# Lacul Zarzar
Lacul Zarzar este un lac situat la 50 kilometri (31 mi) nord-vest de Damasc, Siria. Este situat la est de Haloua. În partea de nord-est a lacului este un baraj.